# NGC 36

NGC 36

إن جي سي 36 أو NGC 36 هي مجرة حلزونية تقع في كوكبة الحوت.

## وصلات خارجية
- NGC 36 على موقع ويكي سكاي: DSS2, SDSS, GALEX, IRAS, Hydrogen α, X-Ray, Astrophoto, Sky Map, Articles and images